# آرنه سورينسن (موظف مدني)
آرنه سورينسن (بالدنماركية: Arne Sørensen)‏ هو موظف مدني دنماركي، ولد في 2 أكتوبر 1906 في الدنمارك في مملكة الدنمارك، وتوفي بنفس المكان في 1 مارس 1978.